# Castello di Fotheringhay

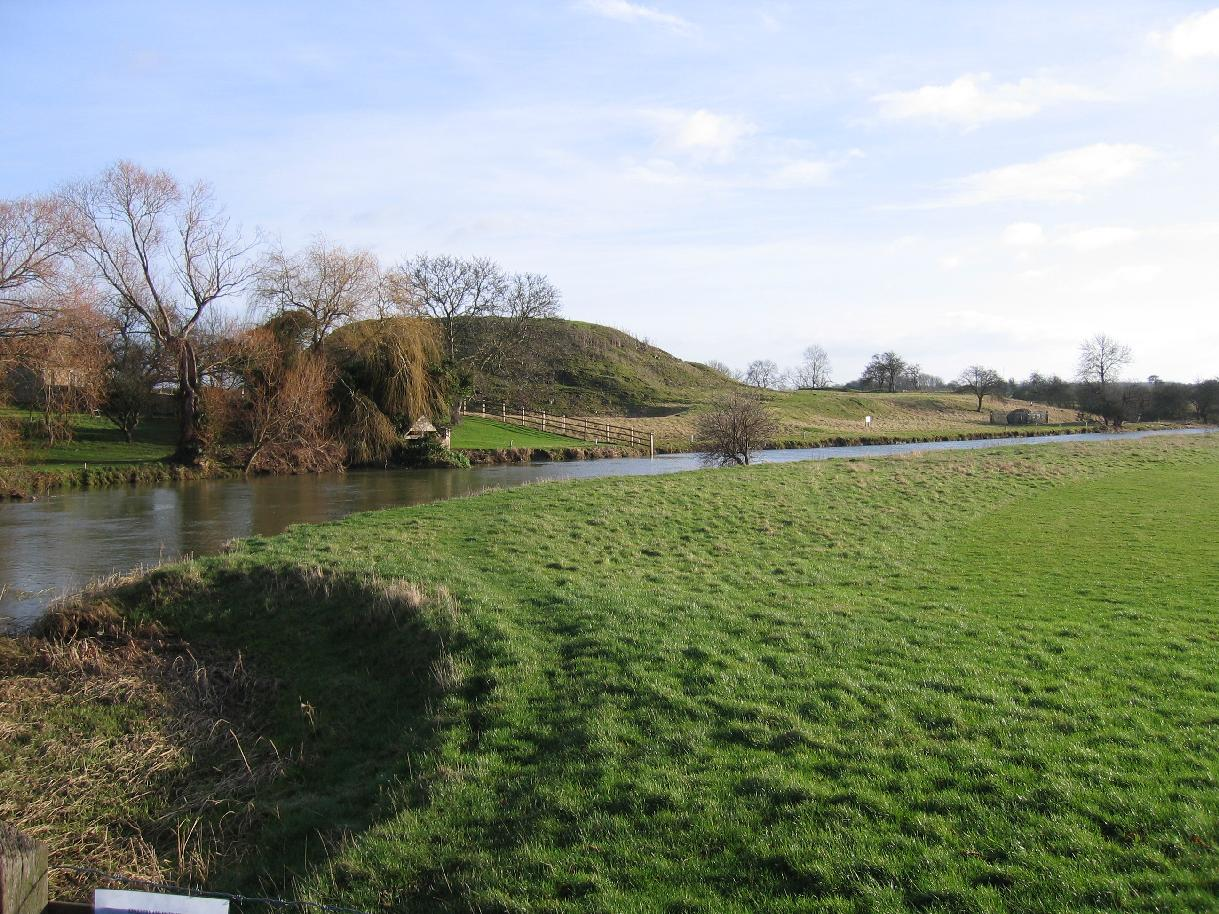
Il luogo dove sorgeva il castello di Fotheringhay.

Il castello di Fotheringhay (o Fotheringay; in inglese Fotheringhay Castle) era situato in un villaggio a Fotheringhay a circa 6 km a nord della città mercantile di Oundle, nel Northamptonshire.
Fu iniziato come una  motta castrale normanna a nord del fiume Nene, costruita da Simone I di Senlis, conte di Huntingdon-Northampton intorno al 1100. La prima testimonianza scritta sul castello risale al 1060 ed è contenuta in un Domesday Book intitolato Fodringeia.
Nel XIII secolo passò sotto il possesso di Ranolfo di Blondeville, Conte di Chester. Giovanni di Scozia, Conte di Huntingdon diventò Conte di Chester nel 1232 grazie ad una parentela con Ranolfo, che era il fratello di sua madre. Morì nel 1237 e il titolo di Chester fu comprato alla sorella di Ranolfo da Enrico III d'Inghilterra, che lo donò a suo figlio Edoardo. Sia il Castello di Fotheringhay, sia il Castello di Chester furono per breve tempo sotto il controllo di Robert de Ferrers, VI conte di Derby, figlio di Guglielmo di Ferrers, durante la ribellione di quest'ultimo durante il 1264 e 1265.
È famoso per due connessioni con dei reali: Riccardo III d'Inghilterra vi nacque nel 1452 e Maria Stuarda vi fu imprigionata e decapitata nel 1587.
Il castello cadde in rovina e fu raso al suolo per ordine di Carlo I d'Inghilterra, il nipote di Maria, nel 1627. Adesso c'è ben poco da vedere a parte le fondamenta e le mura.
Un primo resoconto manuale sull'esecuzione di Maria regina di Scozia fu scritto da Pierre de Bourdeille; fu stampato nel 1665 e fu usata la grafia Fotheringay invece di Fotheringhay. Questo forse spiega perché Sandy Denny ha usato questa grafia per il suo gruppo, i Fotheringay.